# Tortula rigida
Tortula rigida là một loài rêu trong họ Pottiaceae. Loài này được (Hedw.) Schrad. ex Turner mô tả khoa học đầu tiên năm 1804.